# Szuhogy
Szuhogy es un pueblo ubicado en el distrito de Edelény, condado de Borsod-Abaúj-Zemplén, Hungría.

## Superficie
Posee una superficie de 17,0 kilómetros cuadrados.

## Demografía
Hasta 2022 la población era de 1014 habitantes, con una densidad de población de 59,65 habitantes por kilómetro cuadrado.